# ليموناس كيسيليوس
ليموناس كيسيليوس (بالليتوانية: Laimonas Kisielius)‏ مواليد 24 يناير 1985 في فيلنيوس، الجمهورية الليتوانية السوفيتية الاشتراكية، هو لاعب كرة سلة ليتواني. بدأ مسيرته الاحترافية في سنة 2008. يحمل الرقم 10. يبلغ طوله 6 قدم 8 بوصة (2.0 م).

## المسيرة الاحترافية
لعب مع ليبايا لوفاس في موسم 2009–2010، ثم لعب مع نادي نفيجيس لكرة السلة في موسم 2011–2012، ثم لعب مع أوتينوس يوفنتوس في موسم 2012–2013.

## روابط خارجية
- ليموناس كيسيليوس على موقع الاتحاد الدولي لكرة السلة (الإنجليزية)
- ليموناس كيسيليوس على موقع كرة السلة الأوروبية.كوم (الإنجليزية)
- ليموناس كيسيليوس على موقع كلية كرة السلة في سبورتس رفرنس.كوم (الإنجليزية)
- ليموناس كيسيليوس على موقع ريلجم (الإنجليزية)
- ليموناس كيسيليوس على موقع بروبوليرز (الإنجليزية)
- ليموناس كيسيليوس على موقع سبورتس رفرنس (الإنجليزية)